# الحدود التشادية الليبية

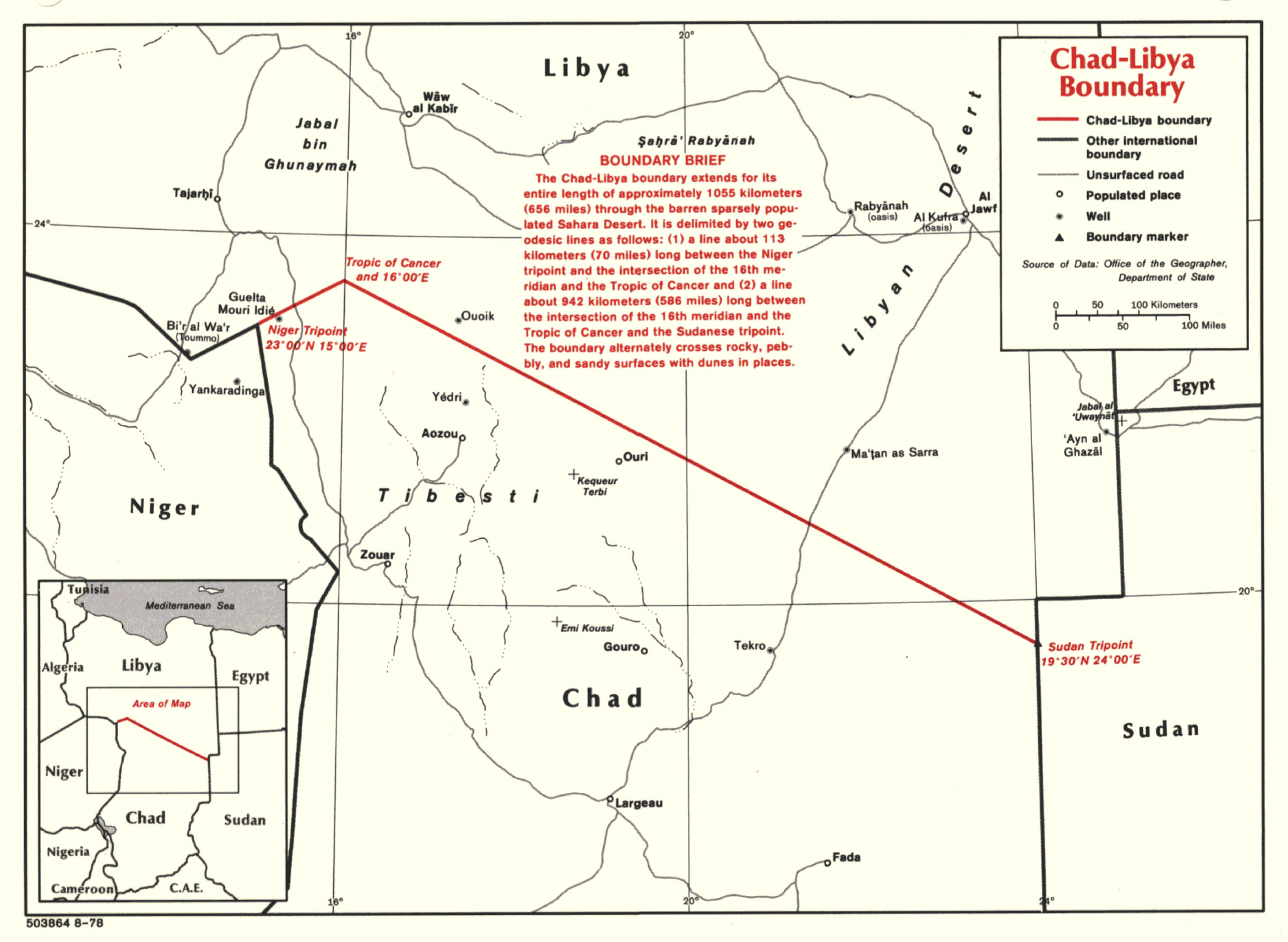
خريطة الحدود بين تشاد وليبيا

الحدود التشادية الليبية والتي يبلغ طولها 1050 كم (652 ميل) وتمتد من النقطة الثلاثية مع النيجر في الغرب، إلى النقطة الثلاثية مع السودان في الشرق.

## الوصف

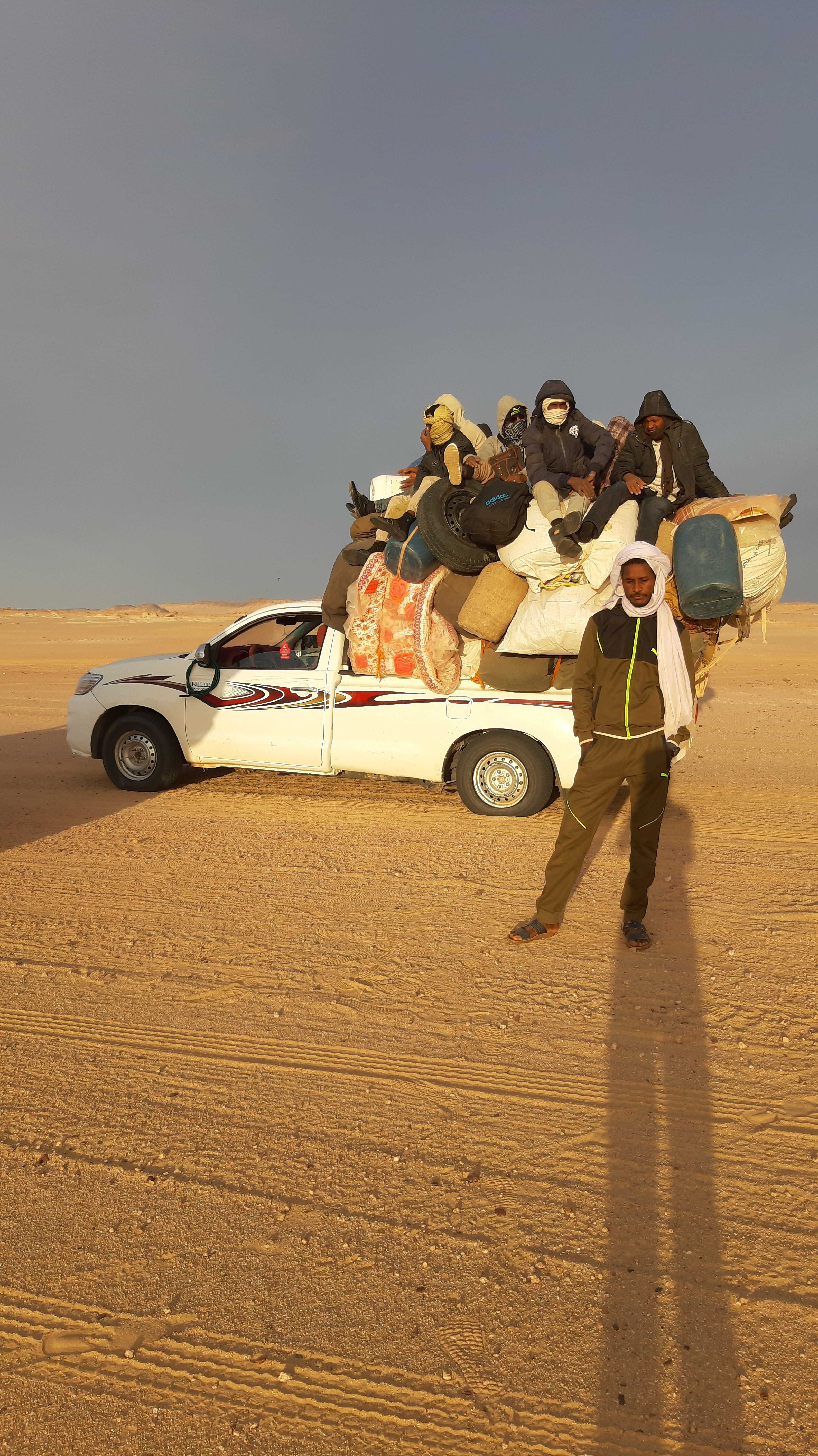
السفر بالقرب من الحدود التشادية الليبية

يتكون الحد من جزأين بخط مستقيم. الأول هو مواصلة للحدود الليبية النيجرية. ينطلق هذا القسم من النقطة الثلاثية في خط مستقيم لنحو 113 كم (70 ميل) حتى مدار السرطان. ثم تتجه الحدود إلى الجنوب الشرقي، وتواصل لمسافة 942 كم (586 ميل) إلى النقطة الثلاثية مع السودان. تقع الحدود بالكامل داخل الصحراء الكبرى ، وتخترق أجزاء من جبال تيبستي في أقصى الغرب. يقع جبل بيكو بيتي البعيد بالقرب من الحدود على الجانب الليبي.

## التاريخ
حكمت الدولة العثمانية المناطق الساحلية لليبيا منذ القرن السادس عشر، ونظمتها في ولاية طرابلس، مع حدود غير محددة في الجنوب. ظهرت الحدود الحديثة مع ما يعرف الآن بتشاد لأول مرة خلال التدافع على إفريقيا، وهي فترة من المنافسة الشديدة بين القوى الأوروبية في أواخر القرن التاسع عشر على الأرض والنفوذ في إفريقيا. وبلغت العملية ذروتها في مؤتمر برلين عام 1884، حيث اتفقت الدول الأوروبية المعنية على مطالبها الإقليمية وقواعد الاشتباكات في المستقبل. نتيجة لهذا، سيطرت فرنسا على الوادي العلوي لنهر النيجر (أي ما يعادل تقريبًا مناطق مالي والنيجر الحديثة)، وكذلك الأراضي التي اكتشفها بيير سافورنيا دو برازا لفرنسا في وسط إفريقيا (ما يعادل تقريبًا الغابون الحديثة وجمهورية الكونغو). من هذه القواعد، اكتشف الفرنسيون المزيد في الداخل، وربطوا في النهاية المنطقتين بعد بعثات أبريل 1900 التي التقت في قصور في أقصى شمال الكاميرون الحديثة. تم حكم هذه المناطق التي تم احتلالها حديثًا في البداية كأراضي عسكرية، مع تنظيم المنطقتين لاحقًا في المستعمرات الفيدرالية لغرب إفريقيا الفرنسي وإفريقيا الاستوائية الفرنسية.

### الاتفاقية البريطانية الفرنسية لعام 1899
اتفقت بريطانيا وفرنسا بينهما في 21 مارس 1899 على أن النفوذ الفرنسي شرق نهر النيجر لن يمتد إلى الشمال أكثر من خط قطري يمتد من تقاطع مدار السرطان وخط طول 16° شرق إلى خط طول 24° شرق، وبالتالي خلق مقطع طويل من الحدود الحديثة بين تشاد وليبيا.
احتج العثمانيون على هذه المعاهدة وبدأوا في نقل القوات إلى المناطق الجنوبية من ولاية طرابلس. في غضون ذلك، سعت إيطاليا لمحاكاة التوسع الاستعماري للقوى الأوروبية الأخرى، وأشارت إلى اعترافها بالخط أعلاه لفرنسا في 1 نوفمبر 1902. في سبتمبر 1911، غزت إيطاليا إقليم طرابلس، ووقعت معاهدة أوشي في العام التالي، حيث تنازل العثمانيون رسميًا عن سيادتهم على المنطقة إلى إيطاليا. نظم الإيطاليون المناطق التي تم غزوها حديثًا في مستعمرات برقة وطرابلس الإيطالية وبدأوا بالتدريج في الدفع نحو الجنوب. في عام 1934 وحدوا المنطقتين في ليبيا الإيطالية. في غضون ذلك، قامت بريطانيا وفرنسا بتسوية الحدود بين إفريقيا الاستوائية الفرنسية والسودان الأنجلو-مصري في 1923-1924، وبالتالي إنشاء الحدود الحديثة بين تشاد والسودان. في عام 1934، أكدت بريطانيا وإيطاليا الحدود بين ليبيا الإيطالية والسودان الأنجلو-مصري، والتي بموجبها تنازلت بريطانيا عن مثلث صرة لإيطاليا، وامتدت الأراضي الليبية إلى الجنوب الغربي، وبالتالي خُلقت الحدود السودانية الليبية الحديثة وجزءًا كبيرًا من الحدود التشادية الليبية.

### قطاع أوزو
في 18 مارس 1931، نقلت فرنسا جبال تيبستي من النيجر إلى تشاد، وبذلك أكملت ما يُعرف الآن بالحدود التشادية الليبية. في 7 يناير 1935 وقعت فرنسا وإيطاليا معاهدة نقلت الحدود جنوبًا؛ أصبحت المنطقة الواقعة بين الحدين معروفة باسم قطاع أوزو، ولكن لم يتم التصديق على هذه الاتفاقية رسميًا من قبل الطرفين. خلال حملة شمال إفريقيا في الحرب العالمية الثانية هُزمت إيطاليا واحتلت قوات الحلفاء مستعمراتها الأفريقية، وقسمت ليبيا إلى مناطق احتلال بريطاني وفرنسي. حصلت ليبيا فيما بعد على الاستقلال الكامل في 2 ديسمبر 1951.
تم التوقيع على معاهدة فرنسية ليبية في 1 أغسطس 1955 والتي اعترفت بالحدود الحالية وأكدت الملكية الفرنسية لقطاع أوزو. حصلت تشاد لاحقًا على استقلالها عن فرنسا في 11 أغسطس 1960 وأصبحت الحدود بمثابة حدود دولية بين دولتين مستقلتين.

قطاع أوزو باللون الأحمر

### الحدود الليبية
في عام 1969 استولى معمر القذافي على السلطة في ليبيا وأعاد المطالبة الليبية بقطاع أوزو، مدفوعا باحتمال أن تكون المنطقة غنية باليورانيوم. بدأ القذافي أيضًا التدخل في الشؤون التشادية، ودعم بنشاط القوات المناهضة للحكومة التشادية في الحرب الأهلية التشادية الأولى ونقل القوات إلى شمال تشاد. مع تدهور العلاقات بين الدولتين، جرت مناقشات سرية مختلفة، ادعى القذافي أن الرئيس التشادي فرانسوا تومبالباي قد تنازل عن القطاع أثناء هذه المناقشات لليبيا في عام 1972، ولكن التنازل المزعوم كان محل نزاع ولا تزال التفاصيل الدقيقة غير واضحة. في عام 1975، استنكر الرئيس التشادي كوكوني عويدي علانية الوجود الليبي في القطاع. تبع ذلك الصراع التشادي الليبي، الذي استمر حتى عام 1987، حيث اتفق البلدان على حل النزاع الحدودي سلمياً. في عام 1990، أحيلت قضية أوزو إلى محكمة العدل الدولية، التي قضت في عام 1994 بأن القطاع تابع لتشاد.
منذ ذلك الحين هدأ الوضع على هذه الحدود النائية إلى حد كبير. ومع ذلك، كانت الحدود في السنوات الأخيرة محط اهتمام متجدد بسبب عدم الاستقرار المستمر في ليبيا منذ الإطاحة بالقذافي في عام 2011، وارتفاع أعداد اللاجئين والمهاجرين الذين يعبرون الصحراء،  وكذلك اكتشاف الذهب في شمال غرب تشاد في أواخر العقد الأول من القرن الحادي والعشرين وأوائل العقد الأول من القرن الحادي والعشرين، مما أدى إلى اندفاع غير منضبط للذهب.
في مارس 2019، أعلن الرئيس التشادي إدريس ديبي إغلاق الحدود ، مشيرًا إلى عبور الجماعات المتمردة المناهضة للحكومة التي تتخذ من ليبيا مقراً لها إلى الأراضي التشادية (أبرزها مجلس القيادة العسكرية لإنقاذ الجمهورية) واستمرار عدم الاستقرار الناجم عن الحرب الأهلية في ليبيا. كجزء من عملية برخان، قدمت فرنسا المساعدة للجيش التشادي في حراسة الحدود، بما في ذلك شن ضربات جوية ضد المتمردين المناهضين للحكومة.